# Kõnnumaa-Väätsa
Kõnnumaa-Väätsa este o arie protejată (arie de protecție specială avifaunistică — SPA) din Estonia întinsă pe o suprafață de 17.955 ha, integral pe uscat.

## Localizare
Centrul sitului Kõnnumaa-Väätsa este situat la coordonatele 58°58′15″N 25°11′18″E / 58.9708°N 25.1883°E.

## Înființare
Situl Kõnnumaa-Väätsa a fost declarat arie de protecție specială avifaunistică în aprilie 2004 pentru a proteja 6 specii de animale.

## Biodiversitate
Situată în ecoregiunea boreală, aria protejată nu include niciun habitat protejat.
La baza desemnării sitului se află mai multe specii protejate de  păsări (6): lebădă de iarnă (Cygnus cygnus), ploier auriu (Pluvialis apricaria), cocoșul de mesteacăn (Tetrao tetrix tetrix),  cocoș de munte (Tetrao urogallus), fluierar de mlaștină (Tringa glareola), nagâț (Vanellus vanellus).
Pe lângă speciile protejate, pe teritoriul sitului au mai fost identificate 6 specii de plante, 1 specie de nevertebrate.